# Dajtie tank (!)
Dajtie tank (!) (ros. Дайте танк (!), dosł. Dajcie czołg (!)) – rosyjski zespół rockowy założony w 2007 roku w Kołomnie.

## Historia
Zespół powstał w 2007 roku w Kołomnie w obwodzie moskiewskim z inicjatywy Dmitrija Mozżuchina i Aleksandra Romankina. Nazwa pochodzi od kodu do gry GTA 3. Po wpisaniu komendy „giveusatank” w świecie gry pojawia się czołg.

## Skład
- Dmitrij Mozżuchin – śpiew, gitara
- Maksim Kulsza – gitara
- Siergiej Akimow – gitara basowa
- Ilja Gierasimienko – perkusja
- Aleksandr Timofiejew – saksofon
- Anton Makarow – klawisze

## Dyskografia

### Albumy studyjne
- 2007: DSP w gołowach (ДСП в головах)
- 2008: Diwnyj pribor (Дивный прибор)
- 2011: Wriemia sobirat' sziebień (Время собирать щебень)
- 2011: Albom, kotoryj nie sczitajetsja (Альбом, который не считается)
- 2012: Uniwiersamka (Универсамка)
- 2013: Sochranit' kak (Сохранить как)
- 2014: Intim (Интим)
- 2015: Głaza bojatsja (Глаза боятся)
- 2016: Radio ogoń (Радио огонь)
- 2016: Albom dlia fortiepiano (Альбом для фортепиано)
- 2017: Sm. ris. 1 (См. рис. 1)
- 2018: Sm. ris. 2 (См. рис. 2)
- 2020: Czielowieko-czasy (Человеко-часы)

### Minialbumy
- 2018: Na wyrost (На вырост)

### Single
- 2013: Malieńkij (Маленький)
- 2015: Panika (Паника)
- 2020: Kriepost' (Крепость)
- 2020: Szans (Шанс)

### Musicale
- 2021: Słowa-parazity (Слова-паразиты)[3]